# Gabara fragilalis
Gabara fragilalis là một loài bướm đêm trong họ Erebidae.